# مفارقة صندوق بيرتراند

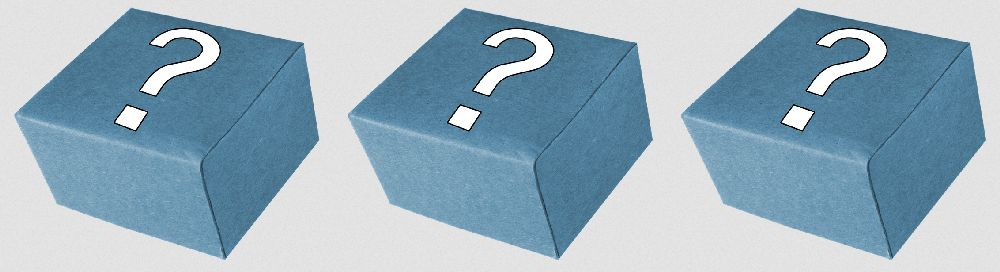
تبدأ المفارقة بثلاثة صناديق، محتوياتها غير معروفة في البداية

مفارقة صندوق برتراند هي مفارقة واقعية في نظرية الاحتمالات الأولية. تم طرحه لأول مرة من قبل جوزيف برتراند في كتابه حساب الاحتمالات عام 1889.
هناك ثلاثة صناديق:
1. صندوق يحتوي على عملتين ذهبيتين،
2. صندوق يحتوي على قطعتين من العملات الفضية،
3. صندوق يحتوي على عملة ذهبية واحدة وعملة فضية واحدة.

اختر صندوقًا عشوائيًا. من هذا الصندوق، اسحب عملة واحدة بشكل عشوائي. إذا كانت هذه عملة ذهبية، فما احتمال أن تكون العملة التالية المسحوبة من نفس الصندوق عملة ذهبية أيضًا؟
المفارقة الفعلية هي مفارقة يبدو حلها الصحيح مخالفًا للحدس. قد يبدو بديهيًا أن يكون احتمال أن تكون العملة المتبقية ذهبية بنسبة 12 ولكن الاحتمال في الواقع ممكن بنسبة 23 .  أظهر برتراند أنه إذا كان هنالك احتمال بنسبة 12 ، فإنه سيؤدي إلى تناقض، لذلك فان افتراض ان هنالك احتمال بنسبة 12 يجب ان لا يكون صحيحاً.
يُستخدم هذا اللغز البسيط ولكن غير البديهي كمثال قياسي في تدريس نظرية الاحتمالات. ويوضح الحل بعض المبادئ الأساسية، بما في ذلك بديهيات كولموغوروف .

## الحل

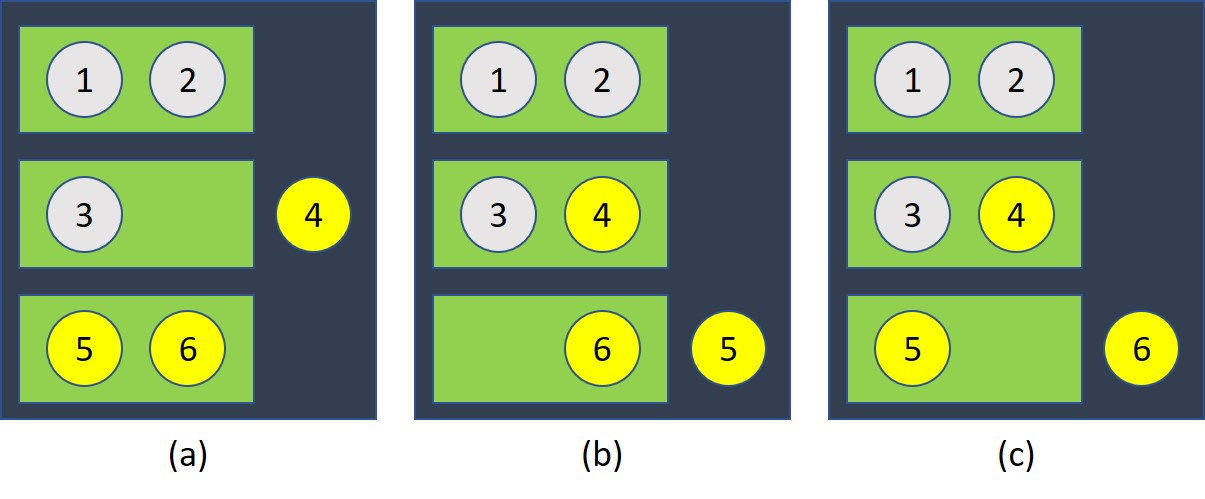
مفارقة صندوق برتراند: النتائج الثلاث المحتملة بالتساوي بعد السحب الأول للعملة الذهبية. احتمال سحب عملة ذهبية أخرى من نفس الصندوق هو 0 في (أ)، و1 في كلاً من (ب) و (ج). وبالتالي، فإن الاحتمال الإجمالي لسحب عملة ذهبية في السحبة الثانية ممكن بنسبة =.

يمكن إعادة صياغة المشكلة من خلال وصف الصناديق بأن لكل منها درجًا واحدًا على كل جانب من الجانبين. يحتوي كل درج على عملة معدنية. يحتوي أحد الصناديق على عملة ذهبية نقش على كل جانب ( GG )، والآخر عملة فضية نقش على كل جانب ( SS )، والآخر عملة ذهبية على جانب واحد وعملة فضية على الآخر ( GS ). يتم اختيار صندوق عشوائيًا، ويتم فتح درج عشوائي، ويتم العثور بداخله على عملة ذهبية. ما احتمال أن تكون العملة الموجودة على الدرج الآخر لصندوق ذهبية؟
يبدو أن شعور المنطقي الخاطئ الذي يصيب المرء لفتراض ان احتمال ايجاد عملة ذهبية بنفس الصندوق ياتي من الافتراضات التالية:
- في الأصل، كان من المرجح أن يتم اختيار الصناديق الثلاثة بالتساوي.
- لذا لا يمكن أن يكون الصندوق المختار هو الصندوق SS .
- لذلك يجب أن يكون احد الصندوقين GG أو GS .
- والاحتمالان المتبقيان متساويان في الاحتمال. لذا فإن احتمال أن يكون الصندوق هو GG والعملة الأخرى ذهبية أيضًا بنسبة 12 .

لان الخلل كان في الخطوة الأخيرة. في حين أن هاتين الحالتين كانتا في الأصل متساويتين في الاحتمال، فإن حقيقة أنك متأكد من العثور على عملة ذهبية إذا اخترت صندوق GG ، ولكنك متأكد بنسبة 50٪ فقط من العثور على عملة ذهبية إذا اخترت صندوق GS ، والذي يعني أنهما كذلك لم يعد من المحتمل بنفس القدر نظرًا لأنك عثرت على عملة ذهبية.
لتوضيح:
- احتمال أن ينتج GG عملة ذهبية هو 1.
- احتمال أن تنتج SS عملة ذهبية هو 0.
- احتمال أن تنتج GS عملة ذهبية هو 12 .

في البداية، من المرجح أن يكون كل من GG و SS و GS متساويين {\textstyle \left(\mathrm {i.e.,P(GG)=P(SS)=P(GS)} ={\frac {1}{3}}\right)} . لذلك، وفقًا لقاعدة بايز، فإن شرطية الاحتمال تفترض بأن يكون الصندوق المختار هو GG ، نظرًا لأننا لاحظنا انه قد احتوى على عملة ذهبية، بناءاً على ان:
{\displaystyle \mathrm {P(GG\mid see\ gold)={\frac {P(see\ gold\mid GG)\times {\frac {1}{3}}}{P(see\ gold\mid GG)\times {\frac {1}{3}}+P(see\ gold\mid SS)\times {\frac {1}{3}}+P(see\ gold\mid GS)\times {\frac {1}{3}}}}} ={\frac {\frac {1}{3}}{\frac {1}{3}}}\times {\frac {1}{1+0+{\frac {1}{2}}}}={\frac {2}{3}}}
الإجابة الصحيحة ل23 كما يمكن الحصول النحو التالي:
- في الأصل، كان من المرجح أن يتم اختيار جميع العملات الست بالتساوي.
- لا يمكن أن تكون العملة المختارة من الدرج S للصندوق GS ، أو من أي من درجي الصندوق SS .
- لذلك يجب أن يأتي من درج G للصندوق GS ، أو من أي درج للصندوق GG .
- الاحتمالات الثلاثة المتبقية متساوية في احتمالية احتمال أن يكون الدرج من الصندوق GG هو 23 .

وبدلاً من ذلك، يمكن للمرء ببساطة ملاحظة أن الصندوق المختار يحتوي على عملتين من نفس النوع 23 . لذلك، بغض النظر عن نوع العملة الموجودة في الدرج المختار، فإن الصندوق يحتوي على عملتين من هذا النوع 23 . بمعنى آخر، السؤال الذي يطرح نفسه "ما هو احتمال أن أختار صندوقًا به عملتان من نفس اللون؟".
كان هدف برتراند من إنشاء هذا المثال هو إظهار أن مجرد إحصاء الحالات ليس أمرًا مناسبًا دائمًا. وبدلا من ذلك، ينبغي للمرء أن يجمع احتمالات لوصول إلى النتيجة المرصودة؛ والطريقتان متكافئتان فقط إذا كان هذا الاحتمال إما 1 أو 0 في كل حالة. ويتم تطبيق هذا الشرط بطريقة الثانية بشكل صحيح، وليس بالطريقة الأولى.[بحاجة لمصدر]

## المفارقة كما ذكرها برتراند
قد يكون من الأسهل فهم السبب كيف ان نسبة الاحتمال 12 افضل ، إذا أخذت في الاعتبار المفارقة التي استخدمها برتراند. بعد اختيار الصندوق، ولكن قبل فتح الدرج، يوجد احتمال بنسبة 23 , اذا ما احتمال أن يحتوي ذات الصندوق على قطعتين من نفس النوع من العملات. لذا، إذا قمت بعد ذلك بتحديد درج بشكل عشوائي، قبل أن تفتحه، فإن احتمال أن يكون لدى الدرج الآخر نفس النوع من العملات المعدنية هو 23 . لذا فان الدرج الذي حددته لا يمكن أن يغير ذلك.

## بيانات تجريبية
في دراسة استقصائية أجريت على 53 طالبًا جديدًا في علم النفس يتلقون دورة تمهيدية في علم الاحتمالات، أجاب 35 منهم بشكل غير صحيح بالاجابة 12 ; أجاب 3 طلاب فقط بشكل صحيح بالاجابة 23 . 

## المشاكل ذات الصلة
تشمل المفارقات الحقيقية الأخرى للاحتمال ما يلي:
- مفارقة الولد أو بنت
- مشكلة مونتي هول
- مشكلة السجناء الثلاثة
- مشكلة مظروفين
- مشكلة الجميلة النائمة

مسألتا مونتي هول والسجناء الثلاثة متطابقتان رياضيًا مع مفارقة صندوق برتراند. بناء مفارقة الصبي أو الفتاة مشابه، حيث يتم إضافة صندوق رابع به عملة ذهبية وعملة فضية. إجابتها مثيرة للجدل، بناءً على كيفية افتراض اختيار "الدرج".

## روابط خارجية
- تقدير الاحتمالية بالمربعات والأسماء العشوائية ،